# 1-я армия (Австро-Венгрия)
1-я армия — общевойсковое оперативное соединение императорской и королевской армий Австро-Венгрии во время Первой Мировой войны.

## История
После мобилизации 1-я австро-венгерская армия предназначалась для Галицийского фронта и была сосредоточена между Вислой и Саном в середине августа 1914 года. Генерал от кавалерии Виктор Данкль возглавлял командование, а генерал-майор Альфред Кохановский был начальником штаба. Армия имела 126 батальонов, 69 эскадронов и 450 орудий. По планам наступления начальника генерального штаба Конрада фон Гётцендорфа, 1-я армия должна была нанести удар между Саном и Вислой, а правее от них — 4-я армия в направлении Брест-Литовска, отрезав таким образом стратегическую железнодорожную линию между Киевом и Варшавой.

## Структура армии

### 1914 год
- Корпус Карла фон Кирхбаха (5-я и 46-я пехотные дивизии)
- V Корпус
- X корпус
- 12-я пехотная дивизия
- 1-я, 2-я и 10-я бригады
- 1-я, 36-я, 101-я и 110-я бригады Ландштурма
- Польский Легион
- 3-я кавалерийская дивизия
- 9-я кавалерийская дивизия

### 1915 год
В 1915 году армия участвовала в Горлицкой битве и наступлении на Буг.

### 1916 год
В 1916 году армия участвовала в отражении Брусиловского прорыва. К 19 сентября 1916 года армия насчитывала 45 260 человек, 2288 кавалеристов, 217 пулемётов и 234 артиллерийских орудия.

### 1917 год
В начале марта 1917 года генерал Рор фон Дента принял командование 1-й армией, имевшей на тот момент семь пехотных и две кавалерийские дивизии. К середине июля 1917 года русское наступление Керенского было практически отражено центральными державами. В Карпатах одновременно начали наступление российская 9-я армия и румынская 3-я армия. Атаки корпуса на перевалы Гимес и Тёлгья, бои в районе Ойтоза. 22 июля 2-я румынская армия начала дополнительное наступление по оказанию помощи против расширенного южного крыла 1-й австро-венгерской армии. Группа корпуса Герок (XXIV резервный корпус) оказалась в тяжелом положении. 1-я кавалерийская дивизия под командованием фельдмаршал-лейтенанта де Руиса и дислоцированная там 218-я пехотная дивизия были вынуждены отойти из бассейна Совеха через долины Путна и Сусита. В качестве подкрепления пришлось ввести немецкую 117-ю пехотную дивизию. Отвод 1-й армии Рора завершился только в конце июля на новой горной позиции между перевалом Ойтуз и Казинулуй.

### 1918
После перемирия в декабре 1917 года 1-я армия оставалась на своих позициях до заключения мира с Советской Россией.

## Командующие
- Генерал от кавалерии Виктор Данкль (август 1914 г. — 23 мая 1915 г.)
- Генерал от кавалерии Карл фон Кирхбах-ауф-Лаутербах (23 мая 1915 г. — 10 июня 1915 г.)
- Фельдцейхмейстер (генерал-полковник с 1 мая 1916 г.) Пауль Пухалло фон Брлог (10 июня 1915 г. — 26 июля 1916 г.)
- Генерал от инфантерии Артур Арц фон Штрауссенбург (16 августа 1916 г. — 28 февраля 1917 г.)
- Генерал-полковник Франц Рор фон Дента (1 марта 1917 г. — 15 апреля 1918 г.)